# Freddie Waits
Freddie Waits (27. april 1943 i Mississippi – 18. november 1989 i New York City USA) var en amerikansk jazztrommeslager. 
Waits spillede mest i Avantgarde genren, men spillede også Bebop. Han har indspillet med bl.a. Sam Rivers, McCoy Tyner og Wayne Shorter.

## Eksterne kilder og henvisninger
- Biografi på allmusic.com Arkiveret 1. juli 2011 hos  Wayback Machine
- Freddie Waits på Allmusic
- Freddie Waits på Discogs
- Freddie Waits på MusicBrainz